# Aleksandre Kwitaszwili
Aleksandre Kwitaszwili (gruz. ალექსანდრე კვიტაშვილი; ukr. Олександр Квіташвілі, trb. Ołeksandr Kwitaszwili; ur. 15 listopada 1970 w Tbilisi) – gruziński menedżer, specjalista ds. polityki zdrowotnej i społecznej oraz polityk, posiadający także obywatelstwo ukraińskie, z wykształcenia historyk, minister pracy, zdrowia i polityki społecznej Gruzji w latach 2008–2010, minister zdrowia Ukrainy w latach 2014–2016.

## Życiorys
Aleksandre Kwitaszwili urodził się 15 listopada 1970 w Tbilisi. W 1987 ukończył szkołę publiczną nr 53, po czym podjął studia historyczne na Tbiliskim Uniwersytecie Państwowym, które ukończył w 1992 ze specjalizacją w zakresie historii najnowszej Ameryki i Europy. W tym samym roku otrzymał stypendium, dzięki któremu podjął studia w Robert F. Wagner Graduate School of Public Service w ramach New York University, które ukończył rok później.
Pracował w działach finansowym i administracyjnym Grady Memorial Hospital w Atlancie. W 1993 wrócił do Gruzji i podjął pracę w sekcji finansowej i administracyjnej Programu Narodów Zjednoczonych ds. Rozwoju w tym kraju. W latach 1995–1997 zasiadał w zarządzie gruzińskiego oddziału United Methodist Committee on Relief.
W latach 1995–2002 pracował jako konsultant w różnych organizacjach międzynarodowych w Azerbejdżanie, Łotwie, Ukrainie, Armenii i Grecji. Opublikował kilka prac analitycznych poświęconych reformom ochrony zdrowia i systemowi zabezpieczenia społecznego. W 2002 został krajowym koordynatorem projektów mających na celu redukcję ubóstwa i rozwój ekonomiczny. W latach 2002–2003 pracował w Nowym Jorku jako konsultant Transatlantic Partners Against AIDS. W 2004 został dyrektorem administracyjnym EastWest Institute.
31 stycznia 2008 został ministrem pracy, zdrowia i polityki społecznej Gruzji. Funkcję tę pełnił do sierpnia 2010. Objął następnie stanowisko rektora Tbiliskiego Uniwersytetu Państwowego, które zajmował do czerwca 2013, gdy zrezygnował z funkcji z powodu zmian w prawie o szkolnictwie wyższym. Był związany ze Zjednoczonym Ruchem Narodowym.
2 grudnia 2014 dekretem prezydenta Ukrainy otrzymał obywatelstwo tego kraju, a wieczorem tego samego dnia został zatwierdzony na urząd ministra zdrowia w drugim rządzie Arsenija Jaceniuka. Zakończył pełnienie tej funkcji wraz z całym gabinetem w kwietniu 2016.
Dwukrotnie żonaty. Dziadkiem jego pierwszej żony był Noe Żordania. Poza ojczystym językiem gruzińskim zna język angielski i rosyjski, natomiast w dacie powołania na ministra w ukraińskim rządzie nie znał języka ukraińskiego.